# ダマスス1世 (ローマ教皇)
ダマスス1世（Damasus I, 305年ごろ - 384年12月11日）は、第37代ローマ教皇（在位：366年 - 384年）。
リベリウス死後の教皇選挙を、ウルシヌスと争う。血を流す抗争となったため、ローマ西方帝ウァレンティニアヌス1世が干渉する事態となり、ダマススが承認され、ウルシヌスは追放された。